# Philanthaxia chalcogenoides
Philanthaxia chalcogenoides is een soort prachtkever uit het geslacht Philanthaxia die voorkomt in op Borneo, in de Maleise provincie Sabah. Hij werd voor het eerst beschreven in 2011.
P. chalcogenoides is een glanzende kever van circa 10 centimeter lang. De rug en buik zijn helder bronskleurig, het middelste deel van het pronotum is wat donkerder. Het scutellum heeft een paarse schijn. De buik heeft een dunne, witte beharing.
De soortaanduiding chalcogenoides verwijst naar het geslacht Chalcogenia, waarmee het een oppervlakkige gelijkenis vertoont.beharing.